# Nicole Seibert
Nicole Seibert, ofta kallad Nicole, född Nicole Hohloch den 25 oktober 1964 i Saarbrücken, Saarland, är en tysk schlagersångerska.
Nicole Seibert medverkade i Eurovision Song Contest 1982 med sången Ein bißchen Frieden, som vann tävlingen. Hon representerade det dåvarande Västtyskland.
I oktober 2010 släppte hon albumet "30 Jahre mit Leib und Seele" för att fira sitt 30-årsjubileum som artist.

## Listplaceringar
Singlar
Flieg nicht so hoch, mein kleiner Freund
DE: 2 - 13 juli 1981 – 22 veckor
AT: 18 – 15 oktober 1981 – 2 veckor
CH: 5 – 23 augusti 1981 – 6 veckor
Der alte Mann und das Meer
DE: 41 – 21 december 1981 – 9 veckor
Ein bißchen Frieden / A little Peace
DE: 1 – 5 april 1982 – 26 veckor
AT: 1 – 1 maj 1982 – 20 veckor
CH: 1 – 25 april 1982 – 11 veckor
GB: 1 – 15 maj 1982 - 11 veckor
IR: 1 – 2 maj 1982 - 11 veckor
NL: 1 – 8 maj 1982 - 10 veckor
S: 1 – 18 maj 1982 - 7 veckor
N: 1 – 1982 - 9 veckor
Meine kleine Freiheit / Mijn eigen vrijheid
NL: 10 – 7 augusti 1982 - 7 veckor
Give Me More Time
GB: 75 – 21 augusti 1982 - 1 veckor
IR: 23 – 8 augusti 1982 - 1 veckor
Papillon
DE: 23 – 20 september 1982 – 17 veckor
CH: 10 – 26 september 1982 – 4 veckor
AT: 11 – 1 oktober 1982 – 4 veckor
NL: 26 – 16 oktober 1982 - 5 veckor
Ich hab dich doch lieb (med Trio)
DE: 8 – 24 januari 1983 – 17 veckor
AT: 10 – 15 februari 1983 – 2 veckor
Ik hou toch van jou
NL: 27 – 12 mars 1983 - 4 veckor
Wenn die Blumen weinen könnten
DE: 45 – 26 september 1983 – 14 veckor
Als de bloemen huilen konden
NL: 26 – 8 oktober 1983 - 4 veckor
Allein in Griechenland
DE: 49 – 23 september 1985 – 4 veckor
Laß mich nicht allein
DE: 22 – 18 augusti 1986 – 11 veckor
Song for the World
DE: 48 – 6 juli 1987 – 11 veckor
Und wenn die Nacht kommt
DE: 75 – 30 november 1987 – 1 veckor
Kommst Du heut' Nacht
DE: 72 – 29 maj 1989 – 1 veckor
Jeder Zaun, jede Mauer wird aus Blumen sein
DE: 60 – 22 oktober 1990 – 11 veckor
Ein leises Lied
DE: 54 – 7 oktober 1991 – 14 veckor
CH: 26 – 19 januari 1992 – 3 veckor
Mit Dir vielleicht
DE: 42 – 16 mars 1992 – 13 veckor
Mach' was Du willst
DE: 53 – 31 augusti 1992 – 10 veckor
Wenn ich Dich nicht lieben würde
DE: 93 – 29 mars 1993 – 3 veckor
Dann küß' mich doch!
DE: 85 – 5 juli 1993 – 4 veckor
Mehr als ein bißchen Frieden
DE: 81 – 18 december 1995 – 7 veckor
Wirst Du mich lieben
DE: 90 – 30 augusti 1999 – 5 veckor

### Fotnoter
1. ↑  läs online, eurovisionworld.com , läst: 4 februari 2025.[källa från Wikidata]
2. 1 2  läs online, www.schlagerplanet.com  , läst: 31 december 2020.[källa från Wikidata]
3. ↑  läs online, paul-lincke.goslar.de , läst: 14 mars 2021.[källa från Wikidata]
4. ↑  Hanna Othman (20 april 2015). ”Eurovisionen år 1982” (på svenska). Svenska yle. https://svenska.yle.fi/artikel/2015/04/20/eurovisionen-ar-1982. Läst 13 maj 2018.
5. ↑  Malin Collin, Emelie Henricson (17 maj 2013). ”Så gick det sen för alla Eurovisionvinnare” (på svenska). Expressen. https://www.expressen.se/noje/sa-gick-det-sen-for-alla-eurovision-vinnare/. Läst 13 maj 2018.